# هينك ماير
هينك ماير (بالهولندية: Henk Meijer)‏ هو لاعب تايكوندو هولندي، ولد في 22 يوليو 1959 في Winschoten ‏ في هولندا.

## وصلات خارجية
- هينك ماير على موقع TaekwondoData.com (الإنجليزية)
- هينك ماير على موقع أوليمبيديا (الإنجليزية)